# Hydroglyphus gabonicus
Hydroglyphus gabonicus är en skalbaggsart som beskrevs av Bilardo och Rocchi 1990. Hydroglyphus gabonicus ingår i släktet Hydroglyphus och familjen dykare. Inga underarter finns listade i Catalogue of Life.